# Ishavstofs
Ishavstofs (Battersia arctica) även kallad ishavstofsing är en brunalg som förekommer i Norra ishavet och även i Östersjön upp till Norra kvarken. Den blir 2–8 centimeter och är mörkbrun till gråbrun i färgen och liknar som dess trivialnamn antyder till utseendet mest en tofs, vilket kommer sig av dess skott är oregelbundet fjäderförgrenade. Ishavstofs är en flerårig alg som växer på hårdbottnar (klipp- och stenbottnar). Den behöver lite ljus och är i Östersjön en av de djupast växande hårdbottenalgerna. Den finns ned till omkring 20 meters djup och den har hittats så djupt som 27 meter. På djupa bottnar i ytterskärgård kan den vara en dominerande art.

## Förväxlingsarter
Ishavstofs kan möjligen förväxlas med smal fjädertofs (Battersia plumigera, synonym: Sphacelaria plumigera), stentofs (Protohalopteris radicans, synonym: Sphacelaria radicans) eller taggtofs (Halopteris scoparia, synonym: Stypocaulon scoparium).